# زامرسک
زامرسک (به چکی: Zámrsk) یک منطقهٔ مسکونی در جمهوری چک است که در شهرستان اوستی ناد اورلیتسی واقع شده‌است. زامرسک ۷٫۴۶ کیلومتر مربع مساحت و ۷۴۹ نفر جمعیت دارد و ۲۶۰ متر بالاتر از سطح دریا واقع شده‌است.